# Liste des monuments historiques d'Indre-et-Loire
Cet article recense les monuments historiques d'Indre-et-Loire, en France.

## Statistiques
Au 21 juillet 2025, le département d'Indre-et-Loire compte 882 édifices comportant au moins une protection au titre des monuments historiques, dont 204 sont classés et 720 sont inscrits. Le total des monuments classés et inscrits est supérieur au nombre total de monuments protégés car plusieurs d'entre eux sont à la fois classés et inscrits.
Le domaine du château de Chenonceau s'étend sur les communes de Chenonceaux, Civray-de-Touraine et Francueil. Le château de la Donneterie est situé sur Neuillé-Pont-Pierre et Neuvy-le-Roi.

## Liste
Du fait du nombre de protections dans certaines communes du département, elles font l'objet d'une liste séparée :
- pour Amboise, voir la liste des monuments historiques d'Amboise
- pour Chinon, voir la liste des monuments historiques de Chinon
- pour Loches, voir la liste des monuments historiques de Loches
- pour Richelieu, voir la liste des monuments historiques de Richelieu
- pour Tours, voir la liste des monuments historiques de Tours

Pour les autres communes, la liste est découpée en deux :
- communes débutant de A à J : liste des monuments historiques d'Indre-et-Loire (A-J),
- communes débutant de K à Z : liste des monuments historiques d'Indre-et-Loire (K-Z).